# Concert pentru contrabas
Concertul pentru contrabas este o compoziție muzicală pentru contrabas solo și orchestră. Majoritatea dintre primele concerte pentru contrabas au fost compuse la sfârșitul perioadei clasice de Domenico Dragonetti și Johannes Matthias Sperger. Câteva concerte au fost compuse și de Johann Baptist Vanhal, Carl Ditters von Dittersdorf și Joseph Haydn, deși concertele lui Haydn au fost pierdute. Giovanni Bottesini a adus contribuții enorme repertoriului pentru contrabas solo iar printre lucrările sale se numără două concerte virtuoze pentru contrabas și orchestră. În secolul al XX-lea mulți compozitori au creat noi lucrări pentru acest instrument, inclusiv Serge Koussevitzky, Eduard Tubin, Hans Werner Henze și John Harbison.
Contrabasul nu a fost o alegere frecventă pentru instrument solo datorită dificultăților de echilibrare a solistului cu orchestra în așa fel încât solistul să nu fie acoperit. Registrul grav al contrabasului îl face un instrument dificil pentru un asemenea proiect; pentru a contracara această problemă mulți compozitori (în special Bottesini) au compus pasaje pentru registrul înalt al instrumentului. Puțini compozitori importanți din perioada clasică și romantică erau dispuși să compună un concert pentru contrabas deoarece erau puțini instrumentiști capabili să se ridice la nivelul cerințelor de solist. Doar prin efortul unor virtuozi precum Dragonetti, Bottesini și Koussevitsky contrabasul a început să fie recunoscut ca instrument solo. La începutul secolului XX, pe măsură ce tehnicile de interpretare la contrabas s-au îmbunătățit semnificativ, a devenit a alegere tot mai populară pentru compozitori.

## Exemple de concerte pentru contrabas și orchestră
- Kalevi Aho
  - Concert pentru contrabas (2005)
- Giovanni Bottesini
  - Concertul nr. 1 în Fa diez minor
  - Concertul nr. 2 în Si minor
  - Concertul nr. 3 în La major (concerto di bravura)
- Antonio Capuzzi
  - Concert în Re major
- Carl Ditters von Dittersdorf
  - Concert în Mi bemol major
  - Concertul nr. 2 în Mi major
- Domenico Dragonetti
  - Concert în Sol major
  - Concert în Re diez
  - Concert în La major nr. 3
  - Concert în La major nr. 5
  - Concert în La major
- Hans Werner Henze
  - Concert pentru contrabas (1966)
- Franz Anton Hoffmeister
  - Concertul nr. 1 în Re major
  - Concertul nr. 2 în Re major
  - Concertul nr. 3 în Re major
- Jiří Hudec
  - Burleska pentru contrabas și orchestră (1981)
- Gordon Jacob
  - Concert pentru contrabas (1972)
- Serge Koussevitsky
  - Concert în Fa diez minor, Op. 3 (1902)
- Virgilio Mortari
  - Concerto per Franco Petracchi
- Edouard Nanny
  - Concert în Mi minor
- Einojuhani Rautavaara
  - Îngerul asfințitului, concert pentru contrabas și orchestră (1980)
- Anthony Ritchie
  - Whalesong (2006)
- Nino Rota
  - Divertimento Concertante pentru contrabas și orchestră (1968–1973)
- Johannes Matthias Sperger
  - Concert în Re major, nr. 15
- Eduard Tubin
  - Concert pentru contrabas (1948)
- Johann Baptist Vanhal
  - Concert în Mi bemol major
- Aldemaro Romero
  - Concierto risueño
- Serge Lancen
  - Concert pentru contrabas și orchestră de coarde
- Fernand Fontaine
  - Concert în La diez
- Rolf Martinsson
  - Concert pentru contrabas
- Stefan Boleslaw Poradowski
  - Concert pentru contrabas
- Fredrik Högberg
  - "Hitting the First Base" Concert pentru contrabas și orchestră de coarde